# Favicon

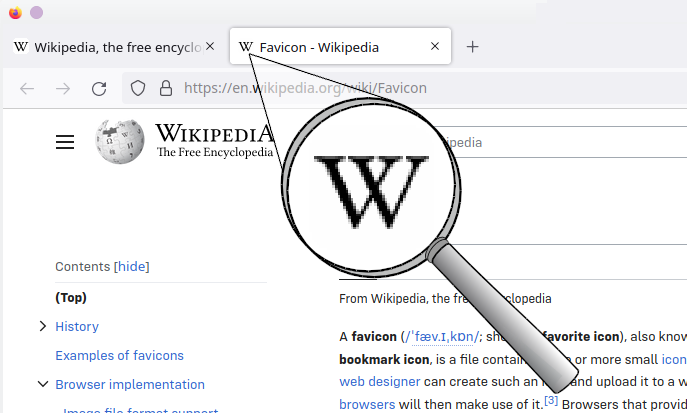
Sajtikonen för Wikipedias webbplats i fliken i Firefox.

En favicon (engelska för favorite icon), sajtikon eller urlikon, är en ikon som representerar en webbsida. I många flikbaserade webbläsare visas ikonen i motsvarande flik i flikfältet. De kan visas i menyer och listor om sidan är lagrad som bokmärke. Särskilt i tidigare webbläsare visades den även till vänster i adressfältet i webbläsaren. Svenska datatermgruppen rekommenderar att ikonen benämns adressikon eller adressymbol.

## Filen
Traditionellt har filen varit av typen Windows-ikon, men det har blivit vanligt att webbläsare accepterar även PNG- och GIF-filer. Vanligtvis används en bild med storleken 16 × 16 eller 32 × 32 pixlar.